# Chrysobothris gerstmeier
Chrysobothris gerstmeier es una especie de escarabajo del género Chrysobothris, familia Buprestidae. Fue descrita científicamente por Barries en 2010.